# Nanalan'
Nanalan' és una sèrie de televisió infantil canadenca creada per Jamie Shannon i Jason Hopley que narra les aventures i descobriments a petita escala de d'una nena titella de tres anys anomenada Mona al pati del darrere de la seva àvia Nana. El títol és una contracció de la frase Nana Land (el territori de la Nana), que fa referència a l'entorn on es desenvolupa l'acció. Va emetre's per primera vegada l'any 1999 com una sèrie d'episodis curts d'uns tres minuts de durada i més tard va ampliar-se a una temporada d'episodis de 21 minuts.
La sèrie va rebre tres nominacions als Premis Gemini de 2004 i va ser bastant ben rebut per la premsa canadenca i nord-americana, amb alguns crítics que van destacar el caire surrealista de la producció. Tot i la bona rebuda general, la sèrie no va renovar per una segona temporada a causa de la negativa de la productora Nickelodeon. A mitjans de la dècada de 2010, la sèrie es va fer viral a llocs web com Tumblr o YouTube pel seu tarannà pintoresc.
L'any 2023 la sèrie va experimentar un nou èxit a després que diversos talls es fessin virals a TikTok. Com a conseqüència d'aquest fet es va recuperar la producció per fer-ne una segona temporada i a la reunió de Jamie Shannon i Jason Hopley, que han concedit entrevistes i han creat vídeos amb les titelles de Mona i Nana.

## Argument
La sèrie se centra en la Mona, una nena de tres anys amb una gran imaginació i amb una certa tendència a repetir paraules o frases curtes que pronuncia malament, d'una forma infantil. Cada episodi comença amb la mare de la Mona deixant la seva filla a casa de la Nana i acaba amb la seva recollida. La Mona, la Nana i el gos de la Nana, Russell, passen el dia explorant, aprenent i visitant el veí de la Nana, el Sr. Wooka.

## Personatges
- Mona (Jamie Shannon): és el personatge principal de la sèrie. És una nena de gairebé tres anys amb la pell verda, el cap esfèric, els ulls amples en forma de mongeta i els cabells verd llima pentinats en dues cues. En els curts originals no podia parlar en frases completes sinó que deia unes poques paraules. Té tendència a pronunciar malament algunes paraules.
- Nana (Jason Hopley): és l'àvia de la Mona, amb qui la nena es queda tots els dies mentre la seva mare va a treballar. La Nana recorda a una pastanaga perquè té la pell de color taronja brillant i un front molt alt. Porta un vestit multicolor cridaner i unes grans ulleres circulars. En els curts originals el seu cabell era castany, però als episodis més llargs aquest és blanc.
- Russell (Ali Eisner) és la mascota de la Nana, un gos de raça Jack Russell Terrier, amb qui la Mona juga mentre visita la casa de la Nana. En Russell no parla, però sovint intenta comunicar-se lladrucant i fent gestos. La Mona sovint pronuncia el seu nom incorrectament, anomenant-lo "Russer"
- El Sr. Wooka (Todd Doldersum) és el veí de la Nana i és un dels personatges principals dels episodis de llarga durada. És un home gran de pell groga i bigoti blanc que vesteix una granota blava. Sempre que la Mona el visita al seu pati, munta els seus propis espectacles de titelles per entretenir-la.
- Mrs. Bea (Marty Stelnick) és la mare de la Mona i la filla de la Nana. Té un aspecte semblant a la Mona, però és més alta i té els cabells castanys curts. Està casada amb el pare de la Mona, que no té nom, i treballa durant el dia.
- L'Alice és el gat de la Nana. No apareix gaire sovint i quan ho fa es baralla amb en Russell. La Mona no pronuncia bé el seu nom, sinó que l'anomena incorrectament "Ally".